# Mary Kills People
Mary Kills People es una serie de televisión canadiense de drama de comédia negra que se estrenó el 25 de enero de 2017 y transmitida por la cadena Global en Canadá y el canal Lifetime en los Estados Unidos.

## Sinopsis
Dra. Mary Harris trabaja en el departamento de emergencias del hospital general de Eden y tiene un negocio paralelo como consejera de final de vida: ella y su compañero Des brindan suicidio asistido. Sus vidas se complican cuando la policía comienza a investigarlas.

## Elenco y personajes
- Caroline Dhavernas como Dr. Mary Harris
- Jay Ryan como Ben Wesley.
- Richard Short como Desmond "Des" Bennett.
- Lyriq Bent como Frank Gaines.
- Greg Bryk como Grady Burgess (primera temporada).
- Sebastien Roberts como Kevin.
- Abigail Winter como Jessica "Jess".
- Charlotte Sullivan como Nicole Mitchell.
- Grace Lynn Kung como Annie Chung.
- Jess Salgueiro como Larissa.
- Katie Douglas como Naomi.
- Alexandra Castillo como Louise Malick.
- Joel Thomas Hynes como Sidney "Sid" Thomas-Haye (primera temporada).
- Lola Flanery como Cambie.
- Terra Hazelton como Rhonda McCartney.
- Matt Gordon como Dr. Dennis Taylor
- Rachelle Lefevre como Olivia Bloom (segunda temporada).